# Kitchen Confidential
Kitchen Confidential è una serie televisiva statunitense andata in onda nel 2005 sul canale televisivo Fox.
La serie è basata sul libro best seller Kitchen Confidential - Avventure gastronomiche a New York scritto dallo chef americano Anthony Bourdain, e racconta le vicende di un gruppo di cuochi capeggiati dal capo-chef Jack Bourdain, interpretato da Bradley Cooper, isprirato proprio alla figura di Anthony Bourdain.
La serie ha debuttato nel settembre del 2005, ma dopo soli quattro episodi, a causa dei bassi ascolti, è stata cancellata, lasciando inediti i restanti nove episodi. Gli episodi mancati sono stati messi a disposizione attraverso Hulu.
La serie debutta in Italia il 1º febbraio 2010, trasmessa da Italia 1 nelle prime ore del mattino. Dal 7 settembre 2011 la serie viene trasmessa sul canale satellitare Fox Life con il titolo Kitchen Confidential - Cuochi a New York.

## Episodi
| Stagione       | Episodi | Prima TV originale | Prima TV Italia |
| -------------- | ------- | ------------------ | --------------- |
| Prima stagione | 13      | 2005               | 2010            |